# اومپایر (آرکانزاس)
اومپایر (به انگلیسی: Umpire) یک منطقهٔ مسکونی در ایالات متحده آمریکا است که در شهرستان هوارد، آرکانزاس واقع شده‌است. اومپایر ۲۵۹٫۰۸ متر بالاتر از سطح دریا واقع شده‌است.